# Kukmorsky (distrito)
Kukmorsky é um distrito do Tartaristão, uma das repúblicas da Rússia.